# James Millingen
James Millingen (Westminster, 18 gennaio 1774 – Firenze, 1º ottobre 1845) è stato un numismatico ed etruscologo britannico, di origine olandese.

## Biografia
Era il secondo figlio di Michael Millingen, un mercante olandese emigrato da Rotterdam a Batavia, ed in seguito insediatosi a Queen's Square, Westminster. James nacque lì nel 1774; il medico e scrittore John Gideon Millingen era un suo fratello minore.
James fu educato alla Westminster School, ed attirò l'attenzione dell'amico di suo padre e vicino Clayton Mordaunt Cracherode, che lo incoraggiò a studiare numismatica. Nel 1790 la famiglia migrò a Parigi, e James divenne un impiegato nella banca di M. Van de Nyver, una conoscenza della madre. Dopo gli eventi del 10 agosto 1792, che portarono all'arresto e all'imprigionamento di Luigi XVI la signora Millingen con i suoi due figli fuggì a Calais, ma l'anziano Millingen li riportò a Parigi. James ottenne un posto alla zecca di Parigi.
Lì conobbe Monger, il direttore, un noto mineralogista, e contemporaneamente fece anche la conoscenza alla Bibliothèque Royal (o National) del direttore, l'Abbé Courcy Barthélemy, e del geografo Barbié du Bocage, ed inoltre conobbe Charles Athanase Walckenaer, De Non, D'Aumont, ed altri archeologi. Verso la fine del 1792 Millingen fu arrestato come suddito britannico per un decreto della Convention national, e confinato dapprima nella prigione delle Madelonettes, poi in quella del Luxembourg, e dinfine nel Collège des Écossais, dove rimase fino al 9 termidoro (27 luglio 1794), cioè all'arresto di Maximilien Robespierre ed alla fine del Terrore. Al Collège des Écossais fece la conoscenza di due compagni di prigionia, Charles Este, figlio del Rev. Charles Este (1753-1829), e Sir Robert Smith di Beerchurch Hall, Essex.
Ottenuta la sua libertà Millingen si stabilì a Calais, ma in seguito divenne un partner nell'azienda bancaria di Sir Robert Smith & Co. in rue Céruti, a Parigi.
Gli affari fallirono e Millingen rimase senza risorse. Essendo malato di asma, si trasferì in Italia, dove completò lavoro su monete, medaglie, vasi etruschi, scrivendo in francese ed il italiano. Comprò antichità, e riempì ai maggiori musei d'Europa con esemplari di arte antica. Spesso offrì i suoi acquisti agli amministratori del
British Museum. Per qualche tempo visse a Roma e a Napoli, dove fece conoscenza con Lady Blessington, ma in seguito si stabilì a Firenze, facendo visite occasionali a Parigi e Londra. Gli fu assicurata una pensione civile di 100£ all'anno e divenne associato ed in seguito membro onorario della Royal Society of Literature, socio di Società di antiquari di Londra e di Francia, corrispondente dell'Institut de France (18 gennaio 1833), e membro di accademie d'Europa.
Millingen, alla vigilia di trasferirsi da Firenze a Londra, morì di una seria affezione catarrale il 1º ottobre 1845.

## Famiglia
Si sposò a Calais verso 1797 con Elizabeth Penny, figlia di Christopher White di Calais, ed ebbero tre figli, tra cui Julius Michael Millingen, medico di Lord Byron, e una figlia, Cornelia Millingen. Egli era un fervente anglicano, e quando sua moglie e sua figlia divennero cattoliche romane ci fu la separazione tra lui e le due donne.

## Monetazione etrusca
James Millingen identificò le emissioni etrusche di aes grave come parallele a quelle della monetazione umbra e romana, ma considerò come arcaiche le prime emissioni al martello di Populonia sulla base di considerazioni stilistiche e dei modelli utilizzati. Riteneva che la città potesse essere stata fondata da coloni provenienti da Focea nella Ionia, e che le monete d'oro come quelle con la protome leonina fossero di derivazione focea.

## Pubblicazioni
- Recueil de quelques médailles grecques inédites, De Romanis, Rome, 1812[3]
- Considérations sur la numismatique de l'ancienne Italie : principalement sous ..., Joseph Molini, Florence, 1841[4].
- Peintures antiques de vases grecs de la collection de Sir John Coghill Bart, Romanis, 1817.
- Peintures antiques et inédites de vases grecs : tirées de divers collections, avec des explications, éditeur Imprimé par De Romanis, 1813.
- Histoire métallique de Napoléon : ou, Recueil des médailles et des monnaies qui ont été frappées depuis la première campagne de l'armée d'Italie jusqu'à la fin de son règne, éditeur A. Delahays, 1854.
- Considérations sur la numismatique de l'ancienne Italie principalement sous le rapport de Monumens historiques et philologiques, éditeur Jos. Molini, 1844.
- Peintures antiques et inédites de vases grecs tirées de diverses collections, éditeur de Romanis, 1813.
- avec Salomon Reinach, Aubin Louis Millin, Peintures de vases antiques recueillies par Millin (1808) et Millingen (1813), vol. 2, Bibliothèque des monuments figurés grecs et romains, éditeur Librairie de Firmin-Didot, 1891.